# São José do Hortêncio
São José do Hortêncio, amtlich portugiesisch Município de São José do Hortêncio, ist eine Gemeinde im Bundesstaat Rio Grande do Sul im Süden Brasiliens. Das Munizip liegt 70 km nördlich der Landeshauptstadt Porto Alegre. Im Jahr 2021 wurde die Bevölkerung auf 4924 Einwohner geschätzt, die Hortencienser genannt werden und auf einer Gemeindefläche von rund 63,7 km² leben. Sie ist Teil der Region Vale do Caí.
São José do Hortêncio ist Teil der ältesten Siedlungen der deutsche Kolonisten in Rio Grande do Sul.

## Namensherkunft
Der Name geht zum Teil auf den portugiesischen Bauern Hortêncio Leite de Oliveira zurück, dessen Land sich an der Zufahrtsstraße befand. São José bezieht sich auf den Schutzpatron der Stadt, den Heiligen Josef.

## Geographie
São José do Hortêncio liegt auf einer Höhe von 99 m über dem Meeresspiegel an den Ausläufern der Serra Gaúcha. Der Westen der Gemeinde ist durch Berghänge geschützt.
Umliegende Gemeinden sind Feliz, São Sebastião do Caí, Portão, Lindolfo Collor, Presidente Lucena, Picada Café und Linha Nova.

### Klima
Die Gemeinde hat mildes, warmes und gemäßigtes Klima der subtropischen Klimazone Cfa nach der Klimaklassifikation nach Köppen und Geiger. Die Durchschnittstemperatur ist 19,1 °C. Die durchschnittliche Niederschlagsmenge liegt bei 2056 mm im Jahr. Im Südsommer fallen in São José do Hortêncio mehr Niederschläge als im Südwinter.

### Hydrografie
Die östliche Gemeindegrenze bildet der Rio Cadeia, der in den Rio Caí mündet.

### Vegetation
Das vorherrschende Biom ist Mata Atlântica.

## Geschichte
1828 hatten sich in der Provinz São Pedro do Rio Grande do Sul, aus der 1889 des Bundesstaat Rio Grande do Sul hervorging, deutschstämmige Siedler aus São Leopoldo angesiedelt. Die Kolonie hieß zunächst „Linha Portuguesa“ (deutsch Portugieserschneiss), dann Picada do Cadeia (deutsch Schneiss am Cadeia), dann Picada do Bernardino (deutsch Bernardinerschneiss). Sie sprechen Riograndenser Hunsrückisch.
Durch das Provinzgesetz Nr. 142 vom 18. Juli 1848 und das Stadtgesetz Nr. 1 vom 12. August 1892 wurde es als Distrikt dem Munizip São Sebastião do Caí unterstellt. Die Stadtrechte erhielt die Gemeinde durch das Staatsgesetz Nr. 8.576 vom 29. April 1988.

## Kommunalpolitik
Stadtpräfektin (Bürgermeisterin) ist seit der Kommunalwahl 2020 für die Amtszeit von 2021 bis 2024 Ester Dill Koch von den Democratas (DEM).

## Bevölkerung

### Bevölkerungsentwicklung
Die Hauptort der Gemeinde hat den Charakter eines sehr großen Dorfes oder einer Kleinstadt. Noch 2010 betrug die urban bebaute Fläche des Hauptortes nur etwa 0,4 km².
| Jahr | Einwohner | Stadt | Land  |
| --- | --------- | ----- | ----- |
| 1991 | 2.800     | 1.009 | 1.791 |
| 2000 | 3.387     | 2.093 | 1.294 |
| 2010 | 4.094     | 2.645 | 1.449 |
| 2021 | 4.924     | ?     | ?     |
| Die zur Anzeige dieser Grafik verwendete Erweiterung wurde dauerhaft deaktiviert. Wir arbeiten aktuell daran, diese und weitere betroffene Grafiken auf ein neues Format umzustellen. (Mehr dazu) |           |       |       |

Quelle: IBGE (2011)

## Persönlichkeiten

### Mit São José do Hortêncio verbunden
- Heinrich Wilhelm Hunsche (1839–1934), evangelischer Pfarrer und Missionar in Südbrasilien. Er gilt dort als ein Pionier des Evangeliums.